# Мілан Кундера
Мі́лан Ку́ндера (чеськ. Milan Kundera, 1 квітня 1929, Брно, Чехословаччина — 11 липня 2023, Париж, Франція) — чесько-французький письменник, поет, прозаїк, драматург; із 1975 року мешкав у Франції. Писав чеською та французькою мовами.

## Біографія
Народився у Брно, Чехословаччина, в інтелігентній сім'ї Людвика Кундери, чеського музикознавця та піаніста, який з 1948 до 1961 року був головою Музичної Академії Брно. З раннього віку вчився грати на піаніно зі своїм батьком.
Закінчив школу в 1948 році та почав вивчати літературу та естетику на Факультеті Мистецтв Карлового Університету, але через два семестри розпочав навчання в Академії Кіно, де відвідував лекції з режисури та написання сценаріїв. 1948 року майбутній письменник приєднався до комуністичної партії, яка на той період була головною в країні. 1950 року він та ще один чеський письменник, Ян Трефулка, були виключені з партіï за «антипартійну діяльність». Кундера також був виключений з університету. Письменник використав цей інцидент для написання новели «Жарт» (1967). Пізніше Кундера читав лекції зі світової літератури в Академії Кіно.
Кундера належав до генерації чехів, дитинство якої пройшло під впливом Другої Світової Війни та німецької окупації. Німецький тоталітаризм пробудив в них позитивне ставлення до марксизму та комуністичної партії.
В інтерв'ю з британським письменником Єном Мак'юеном Кундера сказав:
|  | Ми постійно переписуємо наші власні біографії та безперервно надаємо речам нового значення. В такому розумінні, переписувати історію — як в Оруела — зовсім не негуманно. Навпаки, це дуже гуманно. |

Кундера почуває, що неможливо створити об'єктивну історію політики — також як є неможливим створити об'єктивну автобіографію чи біографію.
З середини 1950-х років Кундера став знаменитістю в комуністичній Чехословаччині. Кундера написав низку літературних статей, які бурхливо обговорювалися, захищав авангардну поезію з комуністичної точки зору. Він був головною лібералізуючою силою чеської офіційної літератури.
У 1956 році його членство в партії було відновлене. Добре зустріли літературне дослідження Кундери під назвою «Мистецтво новели: подорож Владислава Ванчури до великої етики» (1960). Твір написаний під впливом угорського марксиста Георга Лукача. Деякі чеські письменники критикували Кундеру за те, що цей твір був схожий на дисидентський. В інтерв'ю з Філіпом Ротом Кундера говорить:
|  | Тоді вони виключили мене з Університету. Я жив серед робітників. У той час я грав на трубі в джазбенді в кабаре маленьких містечок. Я грав на піаніно і трубі. Тоді я писав вірші. Я малював. Усе це було безглуздям. Перша моя робота, варта того, щоб про неї сказати, це коротке оповідання, яка була написана коли мені було тридцять, перше оповідання в низці «Смішних кохань». Це той час, коли розпочалося моє життя як письменника. Я провів півжиття як відносно невідомий чеський інтелектуал. |

У 1970 році він був виключений другого разу. Через деякий час його книжки зникли з полиць магазинів і бібліотек.
У 1975 році з дружиною покинули Чехословаччину та переїхали до Франції, де його запросили викладати в університеті. Після еміграції був позбавлений громадянства тодішньої Чехословаччини. Кундера ще в Празі цікавився французькою культурою та літературою, і в нього з'явився шанс порівняти Захід зі Сходом — і піддати обидва жорстокій критиці.
У 1978 році Кундера переїхав до Парижу, де розпочав читати лекції в Еколь де От Етюд (École des Hautes Études). 1982 року Кундера закінчив роман «Нестерпна легкість буття». 1988 року за цим романом Філіп Кауфман зняв фільм, і Кундера набув всесвітньої відомості, хоч він і був незадоволений цим фільмом.
У 2019 році, через 40 років, Мілан Кундера відновив чеське громадянство. Зустріч із послом Чехії відбулася в будинку письменника у Франції 28 листопада.
Помер у своїй паризькій квартирі 11 липня 2023 року після тривалої хвороби.

## Творчий шлях
У своїх творах Кундера створює незалежний, суперечливий світ, який постійно аналізується з філософської точки зору. Але неможливо віднести Кундеру до якоїсь конкретної філософської школи. Шляхом концентрації на еротичному боці характерів своїх персонажів Кундера аналізує соціальне значення еротичного досвіду людини. Твори Кундери є наслідком його центральноєвропейського досвіду розчарування в лівому крилі комунізму та захоплення західноєвропейською літературною традицією, проголошеною в творах Рабле, Дідро, Сервантеса та Стерна, а також центральноєвропейськими авторами, такими, як Кафка, Музіль, Брох та Гайдеґґер.

### Рання творчість
Шлях Кундери до літературної зрілості був відносно довгим. 1945 року Кундера опублікував переклади поезії Володимира Маяковського.

#### Поезія
Перша книга Кундери вийшла в 1953 році в період буйного сталінізму. Це була колекція ліричних поем «Людина, Дикий Сад». У цій книзі комуністичний режим асоціюється для Кундери з рідним домом — теплим і надійним. В одній з поем стара жінка збентежена новим режимом. Та наприкінці поеми її внук, комуніст Молодий Піонер обіймає її та бере її руку. Цим Кундера бажає показати важливість особистих відносин для передання ідеї комунізму. В інших поемах висловлюється думка про важливість не ізольованості від товаришів та залучення до суспільних дій, суспільної боротьби.
У 1955 році Кундера опублікував поему «Останній травень», присвячену Юліусу Фучику, герою комуністичного опору нацистської окупації Чехословаччини часів Другої Світової війни. Твір є виповненим в дусі соцреалізму й офіційної на той період версії історії. В поемі нацистський поліціант намагається вимусити Фучика зрадити свою комуністичну мрію. Але національні традиції (в поемі фігурують моравські пісні, та взагалі все проникнуте чеським колоритом) допомагають Фучикові протистояти комісарові.
Монологи (1957 р.) — зібрання поем, в яких Кундера висвітлює відносини між закоханими. Він відмовляється від політичної пропаганди та робить акцент на природному, звичайному досвіді людини. Деякі поеми присвячені еротиці, деякі — страху смерті.

#### П'єси
На першому ступені творчої кар'єри Мілан Кундера писав п'єси. П'єса «Власники ключів» була дуже успішно поставлена в 1962 році в Національному Театрі Праги. В цій п'єсі демонструється, як деструктивна емоційність та дитячість жіночого характеру може привести до трагедії. Головного героя в екстремальній ситуації не може зрозуміти його жінка, та вона і її батьки гинуть. Ця п'єса є протестом проти деструктивного примітивізму, але все ще дотримується «чорного та білого в межах соцреалізму». Всі ці твори написані справжнім комуністом.

### Зрілість
За словами Кундери, його перший зрілий період розпочався в 1958 році (чи в 1959 — він згадував обидва роки), коли він «знайшов себе як письменника». Він в той час працював над першою новелою «Я, похмурий бог».

#### Смішні кохання
Публікація «Смішних кохань» та «Жарту» була першим кроком до відкритої критики тоталітаризму. В цей час Кундера дуже яскраво висловлює свою віру в чеські національні традиції та роль своєї країни і її спадщини.
«Я, похмурий бог» (1958) — це маленька драма особистих стосунків, яка ввійшла до збірки «Смішні кохання», але в 1981 році вона зникла з неї. Кундера гадає, що спостереження за людиною крізь призму сексуальних відносин може відобразити людську природу. Сучасний Дон Жуан колекціонує жінок, тому що цього потребує звичай нашого часу.
В драматичній новелі «Гра в автостоп» герої починають свою літню відпустку, граючи в таку гру: вони прикидаються, що бачать один одного в перше. Хлопець прикидається чоловіком, який шукає повію, а дівчина — повією. Наприкінці вони розуміють, що ця гра розбиває їх відносини.
В творі «Едуард та Бог» йдеться про хлопця, який прикидається віруючим, щоб провести ніч з дівчиною. В той час його намагається зробити атеїстом директор школи, в якій він працює. Після досягнення своєї мети головний герой розчаровується в дівчині.

#### Якуб та його пан
П'єса «Якуб та його пан» (1971) була продуктом туги за західною раціональністю та усвідомлення відносності речей, пов'язаних з людиною. Ця п'єса, яка є несерйозною, жартівливою, присвячена Дені Дідро («Жак-фаталіст і його пан»). Три розповіді покладені до основи сюжету, і це створює ефект поліфонії.

#### Жарт
В романі «Жарт» (1967) Кундера вперше глибоко розвинув головну тему своїх творів — думку про неможливість розуміння та контролю за реальністю. «Жарт» є викликом оптимізму комуністів Чехословаччини 1950 років, які вірили в те, що реальність може бути збудована та знаходитися під контролем Інтелекту Людини, а також в те, що Людина — творець своєї власної долі. Спочатку цей роман західні інтелектуали сприйняли як критику тоталітаризму, але це тільки одна з ліній роману, який є присвяченим дослідженню людської екзистенції. В романі йдеться про політично провокаційний лист, який написав головний герой своїй коханій, щоб пожартувати. Через цей лист його виключають з університету та відправляють працювати в шахтах. Проходить час, ті, хто виносив вирок за антикомуністичні дії, перетворюються на реформістів. Структура «Жарту» зроблена на зразок музичної поліфонічної композиції. Головною темою роману є жарт, який пропонує історія (чи Бог) людині. Мотив Батьківщини, який є дуже частим у Кундери, з'являється наприкінці роману та підкреслює те, що життя головного героя вже майже минуло, але спадщина його країни залишається, і він сам має відношення до цієї спадщини.

#### Два вуха, два весілля
Тема сексуальних відносин як засобу підкорення людини знов з'являється у п'єсі «Два вуха, два весілля» (1968, в 1969 році опубліковано під назвою «Безглуздя»). «Безглуздя», виповнене в дусі драми абсурду — це перший зразок політичної сатири в творчості Кундери. Йдеться про силу, секс, жорстокість та маніпулювання правдою. Голова школи, відомий через свої сексуальні витівки, малює на шкільній дошці жіночі статеві органи, натомість звинувачують у цьому одного з учнів. Його та його вчительку карають — учневі відрізають вуха, а вчительку ґвалтують. Наприкінці голова школи перетворюється на сексуального раба подруги голови каральної комісії.

#### Життя деінде
«Життя деінде» (фр. переклад був опублікований в Парижі в 1975 році) — це роман-заклинання. В цьому романі Кундера відриває всі залишки захоплення комуністичною ідеологією молодості. Він висловлює думку, що ліричні герої не можуть вдовольнити потреби реальності. В ліричній поезії непотрібно щось обґрунтовувати. Кожне твердження є вірним, тому що воно є красивим. Лірика асоціюється з бажанням радикальної революції, бажанням нового світу, кращого, ніж цей. Кундера робить висновок про незрілість та деструктивність європейського ліричного авангарду, а також його політичних поглядів, які ґрунтуються на емоціях. Яроміл, про якого йдеться в творі — молодий поет-лірик, контролюється жінками, не може впоратися з реальністю, перетворюється на конформіста та помирає, навмисно застудившись.
Це перший роман, після якого Кундера став забороненим письменником. Після цього він усвідомлює, що не зможе більше публікувати твори на Батьківщині.

### «Західний» період

#### Вальс на прощання
«Вальс на прощання» (вперше опублікований чеською мовою в 1979 р.) — користується формою французького водевілю. Спочатку роман називався «Епілог».
«Вальс на прощання» формально є фарсом, всюди відчувається гротеск, але він містить в собі дуже серйозну тему людського непорозуміння. Трапляється смерть вагітної жінки — через низку безглуздих обставин, причиною яких виступає те ж саме непорозуміння. Батьком майбутньої дитини є чоловік, який через сексуальні стосунки з іншими жінками усвідомлює любов до своєї дружини. Той, хто «підготував» самогубство, від'їжджає, уникаючи покарання. Батько ненародженої дитини відчуває справжнє щастя через смерть некоханої жінки. Кундера в творі демонструє людську драму як несуттєву та неважливу.

#### Книга сміху та забуття
Кундері знадобилося шість років, щоб закінчити свій перший «західний» роман. Його назва була «Книга сміху та забуття» (1978). Дорослі, які забувають своє минуле, за думкою Кундери, стають схожими на дітей, як це трапилося з жінкою на ім'я Таміна, коли вони після смерті свого чоловіка потрапила на острів, де жила разом з дітьми та сама майже перетворилася на дитину (та була неодноразово зґвалтованою дітьми). Ангельський, оптимістичний, колективний сміх — це шлях до деструкції, як і спроба створити комуністичне суспільство.
В главі «Літость» проводиться дослідження про емоцію з аналогічною назвою, яку Кундера характеризує як «стан муки, який виникає, коли ми бачимо власне убожество». В останній частині — «Границя» — показується як просто переступити через границю, за якою речі втрачають своє значення.

#### Нестерпна легкість буття
«Нестерпна легкість буття» (1982) — це найвідоміший роман Кундери. В центрі дій опинилися дві сімейні пари, Томаш і Тереза та Сабіна і Франц. «Нестерпна легкість буття» досліджує ніцшеанський міф вічного повернення. Кундера концентрується на тому факті, що людина живе тільки один раз. Ніхто не може виправити свої помилки. Оскільки життя не повторюється, ми відчуваємо надзвичайну легкість, повну відсутність відповідальності. Ідею легкості Кундера узяв у грецького філософа Парменіда, і це спочатку позначало грайливість, яка перетворюється на нестачу серйозності, безглузду порожнечу. Кундера в романі також займається концепцією кітчу — красивої неправди, яка ховає всі негативні аспекти життя та ігнорує існування смерті.
Головний герой, Томаш, та його дружина — фотографка Тереза, в 1968 році переїжджають до Швейцарії, щоб врятуватись від радянської окупації. Тереза повертається до Чехословаччини, та Томаш їде за нею. Коли він повертається на Батьківщину, з політичних причин стає чистильником вікон. Його переслідує поліція, та він з дружиною переселяється до села, де живе з нею, поки вони не гинуть у автомобільній катастрофі.
Паралельна лінія відображає відношення чеської емігрантки художниці Сабіни та шведського викладача Франца, які базуються на нерозумінні. Франц є жертвою наївних міфів, та він безглуздо гине в Камбоджі в марші проти геноциду.
Мілан Кундера показує сильну любов до своєї країни. Пізніше він розширює своє захоплення на всю Центральну Європу та говорить, що вона дала світу купу великих фігур — таких, як Фройд, Ейнштейн, Кафка, Музиль та ін. Росія, з думки Кундера, руйнує культуру Центральної Європи, є втіленням стандартизації, централізації.

#### Безсмертя
Роман «Безсмертя» (виданий французькою мовою в 1990 році) є найбільш французьким з романів Кундери і базується на конкретному досвіді життя у Франції. «Безсмертя» — це історія француженки Агнес, яка на початку роману показується старою жінкою. Один її жест, дуже жіночий та привабливий, за думкою Кундери, є претензією на безсмертя. В той же час розказується про відносини між німецьким поетом Гете та його подругою Беттіною фон Арнім, яка вирішила потрапити до історії за допомогою відомого поета. Вони листувались, та через багато років вона переписала оригінальні листи, створюючи з себе та поета двох закоханих. Створювання фальшивих образів — це ще одна тема роману. Правда зараз йде від мас-медіа та реклами. Ще один пункт роману — це конфлікт між зрілістю класицизму та незрілістю романтизму.

#### Повільність
«Повільність» (1995) — це перший художній твір, який Мілан Кундера написав французькою. В дусі грайливості Кундера включає художню версію власне себе та своєї дружини. В романі робиться важливе твердження: чим повільніша дія, тим вище інтенсивність пам'яті. Всі людські відносини просочені нерозумінням в такому ступені, що це стає абсурдом. Йдеться про конгрес ентомологів, і на нього приїжджає колишній вчений, а тепер — дисидент і робочій. Він настільки переповнюється гордістю за пережите, що про все забуває і замість лекції розказує про те, як він страждав. Вже повернувшись на своє місце, він з жахом усвідомлює, що забув про лекцію. Крім того, він робиться предметом глузування для своїх колег-французів.
Відносини між іншими героями роману — двома чоловіками та жінками — теж базуються на нерозумінні, що робить всі відносини безуспішними.

#### Ідентичність
«Ідентичність» (1998) — це історія кохання, де головна героїня, Шанталь, скаржиться на те, що вона вже некрасива, і її коханець, Жан-Марк, починає писати їй анонімні листи. Це непорозуміння майже руйнує їх відносини. З'являються типові для Кундери теми: любов, смерть, недосконалість людського тіла.

#### Невідомість
«Невідомість» (2000) — роман, опублікований іспанською мовою. Його темами є еміграція, самотність, пам'ять, забування, ностальгія та байдужість.

### Поезії
- Людина, Дикій Сад (чеськ. Člověk zahrada širá, 1953)
- Останній травень (чеськ. Poslední máj, 1955)
- Монологи (чеськ. Monologues, 1957)

### Романи й збірки оповідань
- Жарт (книжка) (чеськ. Žert, 1967)
- Смішні кохання (чеськ. Směšné lásky, 1970), український переклад: В. Шовкун, В-во Класика, Львів, 2001.
- Вальс на прощання (чеськ. Valčík na rozloučenou, 1972)
- Життя деінде (чеськ. Život je jinde, 1973)
- Книга сміху та забуття (чеськ. Kniha smíchu a zapomnění, 1978)
- Нестерпна легкість буття (чеськ. Nesnesitelná lehkost bytí, 1984), український переклад: Воліна Пасічна, Всесвіт, 1994. N 8,9
- Безсмертя (чеськ. Nesmrtelnost, 1990)
- Повільність (фр. La Lenteur, чеськ. Pomalost, 1995)
- Справжність (фр. L'Identité, чеськ. Totožnost, 1998)
- Невідомість (фр. L'Ignorance, чеськ. Nevědomost, 2000)

### П'єси
- Два вуха, два весілля (чеськ. Dvě uši, dvě svatby 1968, в 1969 році опубл. під назвою «Безглуздя»)
- Якуб та його пан (чеськ. Jakub a jeho pán, 1971)

## Переклади українською
- Вальс на прощання / Мілан Кундера ; пер. з фр. Л. Кононович. — Львів : Видавництво Старого Лева, 2018. — 240 с.
- Нестерпна легкість буття / Мілан Кундера ; пер. з фр. Л. Кононович. — Львів : Видавництво Старого Лева, 2019. — 320 с.
- Безсмертя / Мілан Кундера ; пер. з фр. Л. Кононович. — Львів : Видавництво Старого Лева, 2020. — 360 с.
- Жарт / Мілан Кундера ; пер. з фр. Л. Кононович. — Львів : Видавництво Старого Лева, 2020. — 352 с.
- Життя деінде / Мілан Кундера ; пер. з фр. Л. Кононович. — Львів : Видавництво Старого Лева, 2021. — 336 с.
- Смішні кохання / Мілан Кундера ; пер. з фр. Л. Кононович. — Львів : Видавництво Старого Лева, 2021. — 268 с.
- Книга сміху й забуття / Мілан Кундера ; пер. з фр. Л. Кононович. — Львів : Видавництво Старого Лева, 2022. — 272 с.
- Ідентичність / Мілан Кундера ; пер. з фр. Л. Кононович. — Львів : Видавництво Старого Лева, 2023. — 120 с.